# ألكسندر جاي دالاس
ألكسندر جاي دالاس (بالإنجليزية: Alexander J. Dallas)‏ هو ضابط أمريكي، ولد في 15 مايو 1791 في فيلادلفيا في الولايات المتحدة، وتوفي في 3 يونيو 1844 في كاياو في بيرو.